# 西藏农奴制度
西藏农奴制度是指中国共產黨與部份學者於1950年代之後對1959年西藏土地改革運動之前西藏社會制度的描述。暗示著「舊西藏是慘無人道的封建主義社會，封建領主對農奴有生殺大權，而中國以共產革命解放西藏具有道德的正當性」。這種描述引起西方和台湾學者爭議。

## 西藏社會階層
西藏社會在僧人之外分為三個階層：貴族（藏語：སྒེར་པ，威利转写：sger pa）、平民（藏語：མི་སེར，威利转写：mi ser）、賤民。平民階層是西藏社會最大的群體，也就是人民之意。農民必須為政府、寺院或莊園（中共稱為「三大領主」）提供勞役，才能使用土地與獲得農作物。若是逃走，地主有權追回他並給予處罰。地主與農民之間的權利和義務，都以書面契約規定。農民不僅有應盡的義務，法律上也有受保障的權利。農民中有三個最主要的階層:「差巴」（藏語：ཁྲལ་པ，威利转写：khral pa），意為「納稅人」；「堆窮」（藏語：དུད་ཆུང，威利转写：dud chung），意為「小戶」；「米波」（mi bo），意為「失地農民」或「人租」。主要的社會階層流動是在差巴與堆窮之間。差巴的地位比較高，其義務是對領主完成徭役、納稅的責任。差地不可分割，不可放棄，也不能被剝奪，但可以家庭的名義世代繼承，因此一妻多夫制最常見於差巴家庭，差巴亦可將土地轉租給其他人。堆窮既可依附於莊園，也可選擇當傭工，自選雇主。米波是未能固定在莊園內服差的手工業者和其他流浪戶，沒有可以繼承的土地權，需要繳納人役稅等差役代金。只要繳納稅金獲得許可後，他們即可自由離開。一個家庭只要能完成對領主的義務，其他成員即可自由地遷移，遠走他鄉去朝聖或經商。

## 爭議
西藏自1720年代清朝以來有時受到中國的有效統治，農奴制度引起的爭議有政治和學術兩個方面。

### 政治方面

#### 中華人民共和國政府立場
中华人民共和国国务院新闻办公室发表的《西藏民主改革50年》白皮书声称：西藏民主改革之前，是一个比欧洲中世纪还要黑暗的政教合一的封建农奴制社会。占西藏总人口95%的农奴和奴隶被完全剥夺了人身自由和政治权利。农奴主把农奴和奴隶当作私有财产，可以买卖、转让、赠送、抵债和交换。农奴主以野蛮、残酷的刑罚维护封建农奴制度，动辄对农奴和奴隶实施剜目、割耳、断手、剁脚、投水等骇人听闻的酷刑。
在旧西藏通行了几百年，直到1959年时被废止的《十三法典》和《十六法典》，由於佛教不殺生等原因，對於謀殺罪不判死刑，而是赔款，赔款分成三等九级，上等上级的人如王子等，其命价为与其尸体等重的黄金；而下等下级的人如妇女、屠夫、猎户、匠人等，其命价为一根草绳。
白皮书表示：废除封建农奴制度，是西藏社会发展的必然要求，也是广大西藏人民的迫切愿望。西藏人民为摆脱封建农奴制度的残酷统治，争取自己的做人权利，采用请愿、逃亡、抗租抗差和武装反抗等形式，进行了不断的斗争。1951年西藏实现「和平解放」时，考虑到西藏历史和现实的特殊情况，中央人民政府与西藏政府签订的《十七條協議》肯定了改革西藏社会制度的必要性，同时对改革采取了十分慎重的态度。规定：“有关西藏的各项改革事宜，中央不加强迫。西藏地方政府应自动进行改革，人民提出改革要求时，得采取与西藏领导人员协商的方法解决之”。但是，西藏上层统治集团中的一些人根本反对改革，鼓吹“长期不改，永远不改”，试图永远保持农奴制度，以维护既得利益。面对西藏人民日益高涨的「民主改革」的要求，他们不是顺应民意，而是与国外反华势力相勾结，组织一系列武装叛乱和分裂活动，杀害中央驻西藏干部，残害拥护「改革」的西藏群众，并于1959年3月10日公开撕毁“十七条协议”，宣布“西藏独立”，发动全面的武装叛乱。在这种情况下，为了维护「国家的统一」和「西藏人民的根本利益」，中央人民政府与西藏人民一道坚决平息了叛乱。

#### 西方政府及西方學者立場
多數西方學者不認同中國大陸方面的描述，認為農奴制度依然存在，並主張根據統計中國大陸境內依然存在295萬的“奴隸人口”，僅次於印度的1420萬。:82
他們並指出，中华人民共和国政府入藏前承諾要「維持西藏現有的社會階級」，共同打倒帝國主義與國民黨勢力，並沒有提到「解放農奴」。中华人民共和国政府接管西藏後的前幾年也保留了當地貴族對農民的權利。1959年騷亂後，中華人民共和國開始在西藏推行階級鬥爭與土地國有化之後农奴議題才逐漸出现。

## 漢族地區和藏族地區關係
1720年代以来，清朝开始在西藏地区驻军并设置驻藏大臣，有學者認為這是實現了對西藏的直接管理。从1912年至1949年，西藏虽不受中華民國政府管治，但中国從未放弃对西藏主权的主張。
清乾隆皇帝以「信黃教所以順人情，安國俗也」政策，認可了藏傳佛教僧侶享有過去已享有的「各種特權」，每年還額外「加賞青稞三百石」，使得相關寺院及其貴族擁有大量的田地、牧場、山林、牲畜，這種情況延續了217年，直到中共施行「土地改革」（中华人民共和国政府稱為民主改革）與「大躍進」才被迫中斷。

## 農奴制
欧洲農奴制是一種在封建制度下、特別是莊園制度下的與農民地位相關的奴役制度。農奴制度主要存在於歐洲10世紀中世紀中期。歐洲最後一個廢除農奴制度的國家是俄國，直到19世紀中葉才不完全地解放了農奴。部分马克思主义史学家根據唯物史觀认为，中國在周朝及以前實行奴隶制度，這一理論在文革的時候由於毛澤東否定中國歷史與印度一樣並不符合五段論的獨特性而變得普及。改革開放後開始逐漸被推翻，認同這一說法的人開始減少
農奴受到法律、經濟和社會關係上的多重束縛。農奴與奴隸不同，農奴的領主只有不完全的人身佔有權。領主不能處死農奴，但能隨意處罰(黥面)或連同土地買賣、抵押和轉讓。農奴有義務為領主無償勞作，農奴的勞力也被定義為領主的產權。
James Lee教授認為中國在清朝時存在農奴制。

## 記載
英國駐拉薩代表團的無線電操作員羅伯特·韋伯斯特·福特在他1957年出版的《Wind Between the Worlds》中，表示旧西藏雖然落後，但沒有人挨餓，普遍快樂；中共解放農奴後，所有藏人都成為農奴。並指中共以改善藏人生活作為剝奪其主權的理由，與英國帝國主義以此理由進行殖民相似。

## 農奴爭議

### 譯名爭議
藏文མི་སེར漢譯為「農奴」，西方藏學家對此譯名是否準確的看法頗有分歧。法蘭茲·麥可（Franz Michael）、畢翠絲·米勒（Beatrice Miller）認為，以平民（commoner）或屬民（subject）來形容會比農奴（serf）來得正確，因為他們多數都有能力償還應繳的賦稅與義務，也可自由遷移至另一地，何況過去的西藏司法系統也允許他們提出訴願:123:81。梅爾文·戈爾茨坦則主張他們雖然可以「自由遷移」，還是被土地束縛的「農奴」。Eva K. Dargyay及Barbara Nimri Aziz的著作也認為使用「農奴」一詞並不準確。1951年草擬《十七條協議》時，中方譯者黄明信曾提議把中文的「人民」譯成藏文mi ser，藏方反對，表示政府公文裡此詞是指與官吏、领主相對的「屬民」，喜饒嘉措支持譯成mi ser，沒有人提到「農奴」。

### 中華人民共和國政府的观点
中華人民共和國政府的观点是，西藏在1959年土地改革運動前是一个农奴制的社会，並以國家級機構出版學術論文支持此观点。在1959年以前，西藏95%的人民是封建农奴制度下的农奴。同时西藏地方法典将人分为三等九级，明确规定人们在法律上的地位不平等。在漫长的封建农奴制社会里，西藏广大农、牧奴政治上受压迫，经济上受剥削，动辄遭到迫害。农奴中流传著这样的话：“能带走的只是自己的身影，能留下的只有自己的脚印。”可以说，旧西藏是世界上侵犯人权最为严重的地区之一。面对封建农奴制度的残酷统治，西藏劳动人民从未停止过反抗斗争。他们采用请愿、逃亡、抗租抗差，直至武装斗争等形式争取自己的人身权利。但是，他们的要求遭到三大领主的残酷镇压。
中華人民共和國政府唯一認可的女活佛、西藏自治区人大常委会副主任、全国政协常委、十二世多吉帕姆活佛桑顶·多吉帕姆·德庆曲珍2008年接受新華社採訪時表示：“旧西藏非常黑暗，农奴们的生活还不如马匹和牲畜”。
中華人民共和國政府白皮书引用法国旅行家亞歷山大·大衛·尼爾的《古老的西藏面对新生的中国》說：旧西藏，所有农民都是终身负债的农奴，他们身上还有着苛捐杂税和沉重的徭役：“完全失去了一切人的自由，一年更比一年穷”。大衛·尼爾又說西藏是個充滿著笑容、歡樂、節慶和宴會的地域; 一個懂得享受人生的地方。在那裏從來沒有人餓死，即使有，也是在人煙罕至，氣候極端嚴酷的地方。西藏是一個充滿著傳統及異常豐富的靈修的國度。

### 西藏流亡政府的观点
西藏流亡政府认为西藏在1959年前不存在农奴制度，於20世纪上半叶的西藏政府（噶廈）在努力使西藏现代化，1959年后在社会主义制度下的劳改营和人民公社才是农奴制度。國際特赦組織認為中華人民共和國政府在控制西藏後廣泛侵犯人權。
对于这段历史，十四世达赖喇嘛回应表示，他亦曾经谴责过许多西藏的封建传统，又称在1951年之前，还是个年輕人的他已经有意愿变革体制了。十三世达赖喇嘛已经禁止极刑及死刑等，他也进行过重要的改革，比如在1951年西藏「解放」前去除债务遗传。
達賴喇嘛在被問及對1959年以前的舊西藏的社會制度以及“反動的落後的農奴制”的看法時表示：「沒有一個藏人認為，舊西藏是完美無缺的，我個人認為，舊西藏是不符合潮流的、需要改革的一種落後的制度，這一點我是非常明確地認識到的……雖然舊西藏社會是落後的，但是絕不像中國共產黨所說的最黑暗，最殘酷，最野蠻，絕對不是這樣。在舊西藏社會中生長的人，如果你去看他們的臉，絕對是充滿快樂的，笑瞇瞇的……中國的農奴制度，印度的農奴制度和西藏的農奴制度不一樣，這裡面的不同，西藏人之所以充滿快樂，主要是由於宗教的因素。但是也有一些人，一些有錢有勢的人，欺負自己的農奴，這樣的現象是有，不是沒有，各個地方總能找得到。但是從總的來說，舊西藏的制度是比較好的，其中有一些仁慈、以善待人的觀念，與中國和印度及其他國家，特別是與歐洲中世紀的農奴制相比是沒有辦法比較的，好多了……」

### 學者的观点
中國大陸从1956年到1962年對少數民族進行了大規模的社会历史调查。这些调查材料自1983年开始由西藏人民出版社陆续公开出版，叢书名为《西藏社会历史调查资料丛刊》共10辑，前6辑是关于藏族的调查资料。大批关于西藏农奴制研究的文章发表在《民族研究》与《光明日报》上，内容主要集中在西藏农奴制度的残酷与西藏噶厦的反动。
1989年，中華人民共和國政府出版了《西藏百題問答》，一一回應達賴喇嘛與其支持者的批評，並且提供中國大陸版本的「西藏真相」。西方學者們認為《西藏百題問答》根據的史料很少，著書Authenticating Tibet: Answers to China's 100 Questions作學術性的回應，並註明史料的出處。此書簡體字譯本《驗證西藏：回應西藏百題問答》被評為中國國家社科基金「西南工程」2010年項目優秀成果。台灣2011年出版繁体字譯本〈遮蔽的圖伯特: 國際藏學家解讀中共版《西藏百題問答》〉（以下簡稱《遮蔽的圖伯特》）。
藏學家譚·戈倫夫在《現代西藏的誕生》認為：1950年代有關西藏「農奴」的數量根本沒有可靠的文件記載，過去的西藏並沒有詳細的記錄，僅有的資料多遭到人為破壞。1959年後，相關「農奴」資料又被中共拿來證明鎮壓西藏有理，只能反映北京觀點，與西藏史無關。戈倫夫估計西藏當時約有六成的「農奴」人口，而非中共宣稱的95%人口都是「農奴」，若細看這六成人口裡約有一半都屬於擁有土地的自耕農，只是以勞力向政府、寺院、貴族付稅，再加上如康省和安多等省份的農民根本沒有主人，藏東農民也不肯讓藏中貴族在藏東施行同樣制度，因此，這類主題缺乏可靠資料，其經濟複雜程度也無法籠統探討。戈倫夫亦認為，中共官方數據資料遭到刻意扭曲。他認為1950年前的西藏社會與歐洲中世紀的社會非常相似，用「封建」一詞描述最準確。
美国藏学家梅爾文·戈爾茨坦认为“西藏社会在1959年前的不平等的制度可以被称为一种普遍的农奴制度”，並指出絕大多數在西藏的人都是農奴，須要納稅、服勞役，所生子女的歸屬權都要由農奴的主人決定，農奴要結婚和暫時離開所屬莊園也要得到農奴主人的許可。他也指出，西藏的制度通过把劳动力配置在这些领地上，使领主大获其便。
根據《遮蔽的圖伯特》一書，
- 卡提亞·畢菲特里耶（英语：Katia Buffetrille）指出，西藏傳統社會等級分明，非常不平等，大部分人生活於自給自足的自然經濟狀態。只有政府、寺院和貴族擁有土地，絕大部分居民都是農民。農民與土地關係密切，要繳稅，服徭役，但這並不是奴隸制。這些賦稅和勞役按戶分配，而不是按人頭分配。由於西藏傳統社會中，每一戶都有很多人，賦稅和徭役按戶分配，意味著只要家中有幾個人可以承擔賦稅和徭役，其他人就可以離家從事如經商等別的行業。這種制度的結果是有些農民也可以很富有，擁有為他們自己勞動的人。此外，進入寺院生活可以使相當一部分人生活在領主體制之外。[43]戈爾茨坦也承認，農民只要盡到對領主的經濟義務，遷徙自由並不受拘束，也未必貧窮。[47]
- 梅爾文·戈爾茨坦认为，他們為討生活而被土地所束縛，也必須對地主盡一定的義務，因此可被描述成「農奴」。[20]:123[11]:81。
- 羅伯·巴聶特認為，這個制度雖以農奴為基礎，但不一定屬於封建制度[20]:126, 129。
- 迪特·舒赫（英语：Dieter Schuh）表示：那些被稱為「農奴」（被土地所束縛）者實際上生活過得相當不錯，另外一些「不依附於某塊土地」的人則更為窮困，嚴格說來這些人不能稱作「農奴」[20]:123[11]:81-82。
- 威廉·柯爾曼（W. M. Coleman）認為，「農奴」一詞的政治色彩與道德譴責太過濃厚，應該避免，以他們所擁有的自主權來講，以「一群擁有特別債務與稅務責任的普通農民」來形容更合適[20]:123-124[11]:82。

另外一些学者的研究材料也证明西藏的奴隶制度是有效率、有结构的。
有学者认为农奴制度的提法和封建制度一样源于欧洲，往往和庄园制度相联系，是一种在中世纪之前就存在的社会制度，西方术语封建制度和农奴制度本身能否用于东方社会存在争议。比如贺第·费捷得（Heidi Fjeld）认为西方术语封建制度和农奴的定义不能用于西藏社会，1959年前的西藏社会更类似于印度的种姓制度:5。
Geoffrey Samuel教授主張西藏社会並非农奴制度，而是與某些回教社會類似的無政府狀態。
藏學家達瓦諾布教授在自傳《紅星照耀西藏》表示，「農奴」等觀念對中老年藏人來說，是完全陌生的。在薩迦縣進行「三反雙減運動」（反叛亂、反烏拉、反封建制度，減租、減息）時，一位漢人問一位老婦人：「三大農奴主是誰？」因為她從來沒有聽過「農奴主」這個詞，她回答：「黨」。年輕藏人學會「詛咒舊社會，讚美新社會」的訣竅後，就能應付政治運動。:179達瓦諾布認為西藏有自己獨特的社會制度，與歐洲的「封建制度」不同，也沒有「农奴」。:190

## 酷刑爭議
中国共产党管理前的在西藏被沿用300多年的古法典《十三法典》中有各種「肉刑」的刑罰。旧西藏法律规定：“民反者均犯重法”，不但本人处死，而且家产没收，妻子为奴。五世达赖曾经发过一道谕令：“拉日孜巴的百姓听我的命令……如果你们再企图找自由，找舒服，我已授权拉日孜巴对你们施行砍手、砍脚、挖眼、打、杀”。这道谕令多次被后来的当权者重申。死刑於1896年前後被第十三世達賴喇嘛廢除。同時期的大清，凌遲、砍頭等等方式仍然經常被使用。砍掉肢體的酷刑於1913年被十三世達賴宣佈廢除。梅爾文·戈爾斯坦表示，中國大陸方面將古法典的描述與1950年代的實情混為一談，例如2009年在北京「西藏民主改革50年大型展覽」展出了挖眼用的石帽與皮鞭，其實西藏官方最後一次挖眼是1934年對於被控叛國者龍廈·多吉次傑的處罰。戈爾茨坦寫道，當時在世的行刑者沒有一個执行過這種肉刑，甚至也沒有人親眼目睹過這種事。他反對將「農奴」自動與「酷刑」連在一起。:123:81。卡提亞·畢菲特里耶指出，西藏從未存在過領主有權決定生死的奴隸制。羅伯·巴聶特認為，沒有任何理由可以證明過去的領主對他們的農奴施加酷刑，但所謂「農奴制」卻不可避免的與人身虐待連結在一起。只有與中國大陸當局關係密切的學者才認為西藏的制度與人身虐待密不可分。況且，中华人民共和国「解放」西藏時並非要解放當地的社會制度，而是不願西藏遭到帝國主義（英國、美國）的殘害，「解放西藏免於封建主義壓迫」的說法，是到了1959年後才開始出現在中共文宣中:126, 129。